# Barnafalva
Barnafalva (románul Bârna, ukránul Brna) falu Romániában, Temes megyében, Barnafalva központja. Községközpont, Borzasfalva, Bottyánfalva, Derenyő, Györösd, Pogányfalva, és Szárazány tartozik hozzá.

## Fekvése
Lugostól 12 km-re keletre, a Ruszka-havas lábánál fekszik.

## Története
Első írásos említése 1514-ből származik.
1910-ben 439, többségben román lakosa volt. 2002-ben 363 lakosából 213 román, 149 ukrán nemzetiségű.

## Nevezetességek
A falu 1890-ben épült 91-es számú lakóháza a romániai műemlékek jegyzékében a TM-II-m-B-06180 sorszámon szerepel.